# Hektemoroi
Hektemoroi (gr. ἑκτήμοροι, „Sechstler“, auch Hektemorioi) war laut der späteren Überlieferung die Bezeichnung für attische Bauern, die vor der Reform Solons (594 v. Chr.?) entweder an die Grundeigentümer ein Sechstel des Ertrages als Pacht abgeben mussten oder nur ein Sechstel des Ertrages behalten durften. Die Quellen, die sämtlich erst viel später entstanden, sind widersprüchlich und lassen keinen eindeutigen Schluss zu. Karl-Wilhelm Welwei vermutete, dass das Dasein der Hektemoroi eine mildere Alternative zur Versklavung war, indem dem Schuldner die Möglichkeit eingeräumt wurde, ein Darlehen über einen längeren Zeitraum durch regelmäßige Abgaben zu begleichen. Zu diesem Zweck wurde der Boden mit sogenannten Schuldsteinen markiert. Welweis Schüler Mischa Meier hat dagegen 2012 die These vertreten, es habe die Hektemoroi in Wahrheit nie gegeben; der Verfasser der aus dem 4. Jahrhundert v. Chr. stammenden Athenaion Politeia habe seine Vorlage falsch gelesen und durch dieses Missverständnis erst die irrige Vorstellung in die Welt gesetzt, es habe einst Hektemoroi gegeben.